# Hales Peak
Der Hales Peak ist ein rund 1000 m hoher Berggipfel im Nordosten der Brabant-Insel im Palmer-Archipel westlich der Antarktischen Halbinsel. Er ragt aus der nordöstlichen Schulter des Mount Cabeza auf.
Luftaufnahmen der Hunting Aerosurveys Ltd. aus den Jahren von 1955 bis 1957 dienten dem Falkland Islands Dependencies Survey für eine Kartierung. Das UK Antarctic Place-Names Committee benannte ihn 1960 nach dem britischen Physiologen und Physiker Stephen Hales (1677–1761), dem als Erster die Messung des Blutdrucks gelang und der als Urvater der Präventivmedizin gilt.